# Frederico I da Lorena
Frederico I (c. 942 – 18 de maio de 978) foi o Conde de Bar e Duque da Lorena superior. Ele era um filho de Vigerico, Conde de Bidgau, também Conde Palatino da Lotaríngia e Cunegundes e, portanto, um descendente, sexta geração, de Carlos Magno.
Em 954, casou-se com Beatriz, filha de Hugo, o Grande, Conde de Paris e de Edviges da Saxônia. Ele recebeu em dote as receitas da Abadia de Saint-Denis de Lorena. Ele construiu uma fortaleza em Fains, na fronteira entre França e o Sacro Império Romano-germânico e trocou os feudos com o Bispo de Toul. Assim, ele criou o seu próprio domínio feudal, o Condado de Bar. Então ele se tornou o fundador da Casa de Bar ou Casa de Ardennes-Bar, um ramo cadete da Casa de Ardennes.
O Ducado da Lorena foi naquela época governada pelo Arcebispo de Colônia, Bruno I, que foi chamado de Arquiduque, por causa de seu título dual. Em 959, ele, em acordo com o seu irmão, o Imperador Oto I, dividiu o Ducado, designando como marquesess (ou vice-duques) Godofredo para a baixa de Lorena e Frederico para a Lorena superior. Após a morte de Bruno, em 977, Frederico e Godofredo foram se denominando Duques.
Como Duque, ele favoreceu a reforma de Saint-Dié e Moyenmoutier.

## Descendência
Seus filhos foram:
- Henry (morreu entre 972 e 978)
- Adalberon II (958–1005), Bispo de Verdun e Metz
- Thierry I (965–1026), Conde de Bar e Duque da Lorena (superior)
- Ida (970-1026), casada em 1010 com Radbot,[2] Conde de Habsburgo (970-1027), que construiu o Castelo de Habichtsburg e é, portanto, um ancestral da Grande Família dos Habsburgos que dominou a Europa no século XVI.